# Avionav
Avionav est une entreprise tunisienne spécialisée dans la fabrication d'avions légers. Elle est basée à Borjine, dans le gouvernorat de Sousse.

## Présentation
Avionav est un constructeur d'avions légers pour le transport aérien, mais aussi l'épandage, le divertissement, etc. 

## Historique
Avionav est une société fondée en Italie en 1990 et installée en Tunisie en 2007.
À la suite d'une crise financière, elle est rachetée en 2017 par un ingénieur en informatique, Foued El Kamel, cofondateur avec son frère de la société Oxygene Aeronautics.
En 2020, Avionav lance un programme d'extension de ses ateliers et de recrutement de nouvelles compétences visant une capacité de production de 80 avions légers par an en 2026.
En 2021, Avionav annonce le rachat de son partenaire italien Storm Aircraft à la suite de la mort de son fondateur.

## Coopération
La société Evada Aircraft initie un partenariat avec Avionav en février 2016 pour la construction de deux modèles d'avions amphibies, EVADA A2 et EVADA A4, ce dernier étant destiné à être commercialisé d'abord aux États-Unis et au Canada,.

## Statistiques
La société a construit plus de 100 avions depuis sa création, dont quarante entre 2007 et 2021. Ils sont vendus aux États-Unis, en Amérique latine, au Moyen-Orient et en Europe.

## Modèles
Avionav produit deux types d'avions : un modèle en composite de fibre de carbone baptisé Rallye, et un deuxième en aluminium baptisé Storm. À l'exception du moteurs, tous les composants sont fabriquées dans ses ateliers.